# Neuilly-sous-Clermont
Neuilly-sous-Clermont település Franciaországban, Oise megyében. Lakosainak száma 1591 fő (2022. január 1.). Neuilly-sous-Clermont Breuil-le-Vert, Agnetz, Ansacq, Cambronne-lès-Clermont, Clermont és Rantigny községekkel határos.

## Népesség
A település népességének változása:
| Lakosok száma | 1671 | 1669 | 1701 | 1673 | 1659 | 1645 | 1632 | 1612 | 1591 |
|               | 2013 | 2015 | 2016 | 2017 | 2018 | 2019 | 2020 | 2021 | 2022 |